# Gunungkendeng
Gunungkendeng is een bestuurslaag in het regentschap Lebak van de provincie Banten, Indonesië. Gunungkendeng telt 1887 inwoners (volkstelling 2010).